# Hercostomus albipodus
Hercostomus albipodus är en tvåvingeart som beskrevs av Harmston och Frank Hall Knowlton 1941. Hercostomus albipodus ingår i släktet Hercostomus och familjen styltflugor.
Artens utbredningsområde är Utah. Inga underarter finns listade i Catalogue of Life.